# Dion Beebe
Dion Beebe, född 1968, är en australisk filmfotograf. Han föddes i Brisbane, men tillbringade mycket av sin uppväxt i Kapstaden. Beebe vann en Oscar för bästa foto för sitt arbete med En geishas memoarer (2005).

## Filmografi (i urval)
- 2004 – Collateral
- 2005 – En geishas memoarer
- 2009 – Nine